# Grainhof
Grainhof je samota a městská část trhové obce Markt Indersdorf, která se nachází asi 39 kilometrů severozápadně od Mnichova v hornobavorském zemském okrese Dachau.

## Historie
Samota Grainhof („Grünhof“, česky „zelený dvůr“;  „Grüner Grasfleck im dunklen Wald“, česky „zelená tráva v temném lese“) původně patřila k Lanzenriedu – městské části trhové obce (městyse) Markt Indersdorf, a stejně jako on k farnosti Langenpettenbach.
Majitelem panství byl indersdorfský klášter. Po zrušení kláštera mohl být postaven nový statek mimo panství Lanzenried. Grainhof později patřil k obci Ainhofen.
Od 1. ledna 1972 patří samota Grainhof k městysi Markt Indersdorf.

## Vlastnictví
Vlastníky samoty Grainhof postupně byli:
- kolem roku 1780 – Florian Scherm z Horní Falce
- kolem roku 1802 – Sebastian Gottschalk z Pirschbergu v Horní Falci
- 1838 – Anton Wagner z Klenau
- 1866 – Johann Baptist Gottschalk
- 1903 – Johann Gottschalk
- 1945 – Anton Gottschalk
- 1946 – Josef Gottschalk
- kolem roku 1960 – Anton Kölbl

## Loupežná vražda
Krátce po skončení druhé světové války, dne 6. července 1945, vnikly do domu tehdy neznámé osoby, zastřelily čerstvě ženatého majitele statku Antona Gottschalka a uloupily cenné předměty, které se v domě nacházely. Náhodou přišel bratr Antona Gottschalka, který byl také zastřelen. Jednalo se o skupinu Poláků, kteří v regionu spáchali několik loupežných přepadení. Hlava gangu byla v Mnichově odsouzena k doživotnímu vězení.